# 黃雀行動
黃雀行動（英語：Operation Siskin/Operation Yellow Bird）是1989年6月下旬至1997年為止，以司徒华為首的香港人士為了秘密營救在六四事件中遭到中華人民共和國政府通緝的政治異見者前往香港而发起的行動之代號。
其中在中國大陸當局1989年6月13日發表《北京市公安局搜捕「高自聯」在逃分子通緝令》後，香港人士便發起黃雀行動協助遭到通緝者偷渡離開中國大陸並且之後協助前往其他西方國家。当中包括人權倡導者、西方外交官、商人、走私份子和香港帮會等不同背景之人士超过400人也曾協助整起行動。對此司徒华曾經表示黃雀行動的細節極度敏感，也因此許多涉及的人物和細節在多年來一直沒有曝光。整個黃雀行動共救出約400人，其中在通緝令中遭到搜捕的23名學生領導人中有15人成功因而獲得營救，而藉此前往海外人士包括有吾爾開希、柴玲、封從德、蘇曉康、陳一諮等人。過程中中國大陸當局也曾逮捕三名在香港積極參與黃雀行動的成員，不過因此入獄的營救行動成員則在香港政府干預下陸續獲得釋放。

## 名稱
黃雀行動自1989年6月上旬展開後，參與人士大多將行動形容為「秘密通道」。不過1991年6月時，
岑建勳在接受英國廣播公司訪問時提到黃雀行動時引用中國成語「螳螂捕蟬，黃雀在後」，藉此形容參與人士搶在中國共產黨大規模搜捕前救走民主運動人士。而這之後成為行動的主要名稱，而該次訪談也成為坊間廣為流傳的命名說法。不過在2011年1月時，擔任黃雀行動策劃人之一的陳達鉦在香港市民支援愛國民主運動聯合會主席司徒華病逝後接受《亞洲週刊》訪問時提到「黃雀行動」實際上是由司徒華所命名，而在過去20年来社會上則誤以為名稱是出自於「螳螂捕蟬，黃雀在後」。
而據司徒華自傳《大江東去》中也提到黃雀行動的名稱並非出自「螳螂捕蟬，黃雀在後」，而他的解釋是出自曹植的詩作《野田黃雀行》中所提到詩黃雀遭到捕捉但是獲得少年救援的故事，藉此寓意朋友被捕而自己想盡快協助營救。
邓光荣在接受訪問時提到计划黃雀行動時则引用中國成語「黃雀北去，燕子南飞」，藉此形容參與人士大規模派遣人员(黄雀)北上做情报工作，与照顾匿藏者(燕巢)取得联系，安排民主運動人士(燕子)南逃转移，(燕：北京一带古称)；原因是当年在重重戒严下，电话、书信不能往来机密，电话、书信只能为传语人员作身份验证，但之後为了保护黄雀就没有再提及了，也隱藏了燕巢的存在。

## 背景
在抗议活动暴力升级的几周前，美国中央情报局在学生抗议者以及中国情报部门内部建立了一个线人网络，用于监视局势。中央情报局积极利用人工智能地图和学生活动家的行动，为他们提供各种设备。
1989年六四事件發生過後，中國政府在6月13日發表《北京市公安局搜捕「高自聯」在逃分子通緝令》而開始通緝以北京高校學生自治聯合會為首的學生運動領導人，同時也陸陸續續針對事件參與者展開搜捕行動。

## 計畫

### 組織行動

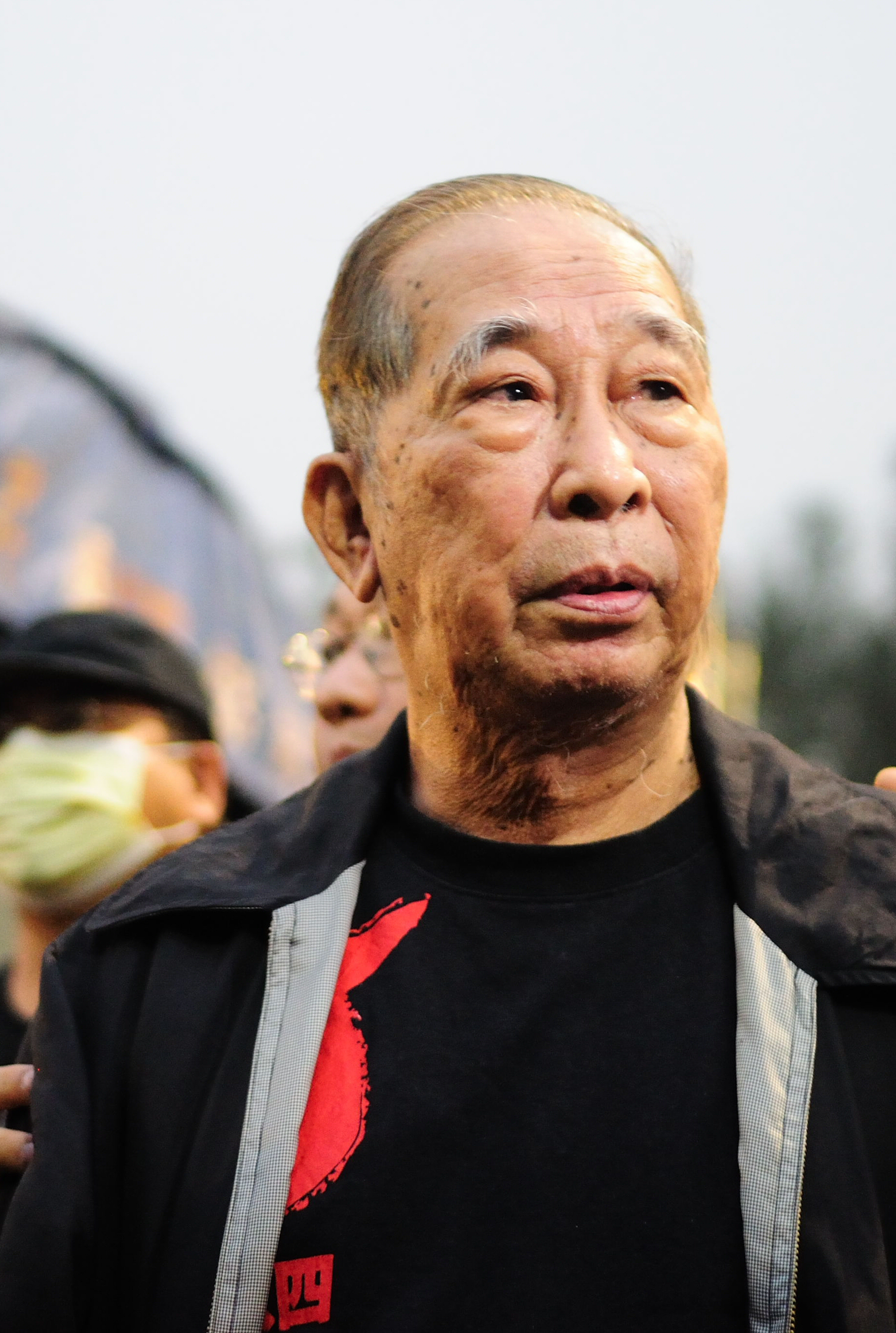
曾經參與行動策劃的香港市民支援愛國民主運動聯合會主席司徒華。

六四事件發生後，由香港民主派元老司徒華等人創立的香港市民支援愛國民主運動聯合會在數個小時內開始策劃營救行動；並且由牧師朱耀明、藝人岑建勛等人負責策劃以及支援，其中朱耀明跟「支聯會」也達成共識，在過去沒有執行過類似行動的情況下一旦出事便由其負責，同時眾人也有心理準備可能隨時遭到逮捕。之後香港市民支援愛國民主運動聯合會一方面和西方國家的領事館商討庇護程序，另一方面也開始招募一眾愛國「蛇頭」參與偷運與偷渡活動。
由於第一支首先參與救援的「蛇頭」團隊索價價太高，在招募第二支「蛇頭」團隊的過程中，岑建勛透過鄧光榮介紹的高世昌認識陳達鉦。司徒華、李柱銘、朱耀明、岑建勛、鄧光榮、高世昌、陳達鉦等人在尖沙咀海運大廈的酒店中會面數個小時進行討論，最後決定交由陳達鉦擔任前線指揮工作，原因是陳達鉦經營「蛇頭」偷渡業務和走私生意多年而手中能僱傭多艘千匹馬力的走私快艇(俗稱大飛)。在許多新聞報導中將陳達鉦視為黃雀行動前線總指揮，司徒華則批評陳達鉦僅擔任船艦調度的工作並且索價甚高，並且提到因為其兄弟於1990年遭到中國大陸官員逮捕後便洩漏行動的逃脫路線而帶來嚴重影響，之後司徒華也憤怒地不再將其列為工作成員之一。鄧光榮於是找當時東聯社(老東)的坐館老東就幫忙，老東活躍於中港走私，在中國大陸有很多門路。然後他們再聯合幾個控制港島從西環至柴灣的碼頭的聯字頭幫會，包括聯勝義、義堂和聯樂堂(單耳)等，參與行動。據黃雀行動成員透露，加上鄧光榮的江湖大佬劉榮駒是賭王何鴻燊的愛將，在澳門極有勢力，人脈遠及珠海、湛江，對黃雀行動有很大的幫助。司徒華在回憶錄上表示當時整個行動只有6名成員知悉而呈現高度保密狀態，而整個救援行動則分成多個步驟進行。但是相對於其評論鄧光榮時表示：「鄧光榮在澳門帶來很多影響，甚至為了節省時間而親自執行行動，但是他依然低調而從不要求他那份應得的榮耀。」

### 香港組織
根據司徒華逝世後出版的回憶錄，黃雀行動的資金和物資主要來源於當時香港同情民主運動的商人和名人，以及香港殖民地政府廣泛的援助。其中包括商人羅海星和著名女歌手梅艷芳等人在六四事件發生後也很快知悉黃雀行動的進行，並且亦捐錢支持這次營救行動。《新聞周刊》 的報導指出在行動一開始，黃雀行動策畫者便從企業界募集到260,000美元作為任務資金。
在偷渡行動中，主要由香港三合會組織新義安、十四K、聯公樂、聯樂堂(單耳)、聯勝義、義堂和東聯社等負責提供接應的人員、陸路偷運和海路偷運，其中黄雀成員會與救援目標進行直接接觸並且透過各種途徑將其送至香港。另外這項行動也被香港政府視為最高機密，但此舉動主要是為了保障英國實施主權。其中行政局對於黃雀行動並不會過問，而香港總督僅作為執行者並且不會公開提到此事。香港總督衛奕信便曾經派出副政治顧問柏聖文直接與黃雀行動高層聯絡，藉此確認民主運動人士的動態，而過去曾經協助黃雀行動的数百香港民眾也會獲得香港政府的安全保障。

### 其他協助
另外一方面，黃雀行動的成員也和中國大陸邊防部隊、各地警察乃至於雷達操作員也有所聯繫，其中分別駐防在珠海市和深圳市的武警廣東省邊防總隊第七支隊與武警廣東省邊防總隊第六支隊也曾經提供過支援。在行動中有時甚至警察會放棄緝捕學生或者是在集合點引導流亡者，其中學生領導人李錄在抵達秘密集合點後便發現自己與一名警察搭乘同輛車，而工作成員則告訴他如果遭到查問的話該名員警便能夠回答正在監視李錄作為因應。
而《新聞周刊》在報導中表示在美國和英國情報人員協助下，黃雀行動的營救團隊得以多次進入中國大陸執行任務。其中司徒華便提到3名參與六四事件的上海市學生獲得英國秘密情報局的協助而得以出境，並且對於其收集情報的表現表示稱讚。而前美國駐華大使李潔明則表示美國參與這次行動「幾乎遊走在在法律邊線」，並且和其他外國駐華大使館針對庇護要求者有所合作，另外美國中央情報局還提供先進設備、逃生管道、解釋內容以及武器等援助。

## 行動

### 展開營救
黃雀行動從1989年6月下旬開始進行，並且一直持續至1997年香港回歸前才宣告結束。在營救行動進行前參與成員先是參考國際特赦組織所提出約有近800人的名單，其中包括有工人運動領導人韓東方、知識份子包遵信等人。之後成員還參考了三份人物名單以安排計畫內容，分別是包括王丹、吾爾開希和柴玲在內的21名遭到通緝之學生領導人、包括方勵之、萬潤南在內的被點名知識分子以及六四事件發生後禁止入境的49名持不同政見者。在黃雀行動中至少有100次派遣行動小組進入中國大陸，在中共當局正在搜捕的情況下尋找並且安排營救重要的持不同政見者。這些小組攜帶有干擾裝置、夜視鏡以及紅外線訊號接收器等，甚至安排化妝師以及準備假證件前來幫助逃犯進行掩飾工作。而小組執行任務的地點包括廈門市、廣州市、深圳市、蘭州市、上海市、北京市等地。
其中在獲得民主運動人士的消息後行動小組便會派遣認識其的人前往與之會面，之後則由另一組團隊安排偷渡至香港。黃雀行動主要偷渡方式包括汽車、火車、飛機、走私快艇等將持不同政見者行經沿海城市進入香港，之後則是將其安頓並且協助他們前往其他西方國家。當時民主運動人士主要經由5條路線偷渡前往香港，包括從蛇口客運碼頭前往屯門踏石角的青山發電廠附近、從深圳市沙頭角前往上水、從深圳市南澳鎮前往西貢市、從惠東縣港口鎮前往柴灣和筲箕灣地區以及從汕尾市前往黃竹坑，所需的時間從30分鐘到7小時至8小時都有。而有關營救所需的金額基於政治風險和不同嘗試次數而介於80,000港元至80,000美元之間。不過司徒華也透露當時營救吾爾開希時，在其3次嘗試逃脫過程中便花費超過600,000元港幣。
不過在過程中也曾經與公安機關發生槍戰，其中在偷渡蘇曉康和孔捷生時黃雀行動的快艇便在東莞虎門鎮外海遇上兩艘邊防巡邏艇，隨即遭到對方發射照明彈並且以衝鋒鎗進行掃射。隨後雙方爆發槍戰而造成有人肩膀受傷，最後船隻則於屯門踏石角處成功上岸；同時在營救行動中亦有成員喪生，曾有兩人完成任務後駕駛快艇返航時，因為遇上濃霧而撞上水泥船喪命，另有兩人因快艇引擎故障導致過熱起火，最終跳海溺斃，對此陳達鉦則付了每個人50萬元港幣的安家費給死者家屬。而在1989年10月時，2名成員黎沛成和李龍慶在湛江市執行救援王軍濤和陳子明行動時遭到中國大陸人員逮捕以及判刑。這使得陳達鉦在1990年前往北京市與中國大陸公安機關高層進行談判，並且嘗試說服後者其行為仍然是基於愛國行為。最後在多方營救以及香港政府施壓下兩人獲得釋放，但是陳達鉦後來也因而退出黃雀行動（1990）。

### 營救人員
陳達鉦之後表示共有133人通過他本人逃離中國大陸，而司徒華在接受電子媒體訪談時則說所營救的民主運動人士達到800人。對此司徒華也曾經表示之所以能夠救出這麼多民主運動人士，原因包括有中國大陸官員貪污以及民主運動人士獲得海內外支持。而自1989年7月開始包括學生領導人李錄、熊焱、吾爾開希、柴玲、封從德等人，以及知識份子蘇煒、陳一諮、蘇曉康、嚴家其、高皋、吳仁華、劉再復、遠志明、孔捷生等人陸續藉此逃離中國大陸。
另外除了參與民主運動人士獲得黃雀行動協助外，也有中國人民解放軍和公安機關人員透過秘密管道逃往香港。其中在黃雀行動中有成員遭到中國大陸當局逮捕後，至少4名曾經幫助黃雀行動、官階上尉至少校的軍官趁著夜色從廣東省乘著快艇偷渡至屯門龍鼓灘。由於行動過於匆忙，這批人在身穿軍服、攜帶衝鋒槍和五四手槍等武器的情況下便偷渡前往香港。之後這批人則透過關係前往旺角，並且由香港當地人員前往通報香港政府處理。隨後保安科為了避免滯留過久而引起爭議，在當天晚上便安排4人前往機場並且在24小時內飛往英國。

## 後續

### 人員安頓
到了香港後流亡者會先被送至上環的水警總區交接給人民入境事務處，之後被送往位於上水的新屋嶺扣留中心進行脫衣檢查以及個別審查。之後在拘留一周期間人民入境事務處會判斷該人是否為政治難民並且核准擔保書，不過也有像在廣東省組織學生運動的陳破空因為沒有通過審查而改從臺灣出境。其中黃雀行動的組織者平均為每位流亡者花費超過600,000元港幣（約76,000美元）的經費，這包括有營救費、生活費以及出國費用。而在偷渡至香港後，香港市民支援愛國民主運動聯合會每個月會提供3,000元港幣給民主運動人士生活，並且還在新界租屋提供流亡者集體居住或者是令其個別住在香港市民支援愛國民主運動聯合會義工的家中。
其中香港所安排的居住場所大致上以10間房屋作為一組安全屋，分別位於馬料水赤泥坪村、西貢市泥涌、上水金錢村、元朗錦田等地區；其中位於屯門藍地的安全屋更運作至1997年才結束營運，另外富豪花園也曾經安排收容變節的公安機關人員並且為其提供保鑣保護。不過早在1989年7月時法國政府便認為收容人數已經接近飽和，在美國尚未開始進行收容工作前便居住許多逃亡人士，而在高峰期更是滯留超過50人。另外當時為了協助居住在香港的中國持不同政見者，香港明愛捐出衣服，林鉅成和蔡元雲等醫生為民主運動人士義診，而香港電訊也提供6部行動電話給持不同政見者撥打長途電話。

### 政治庇護

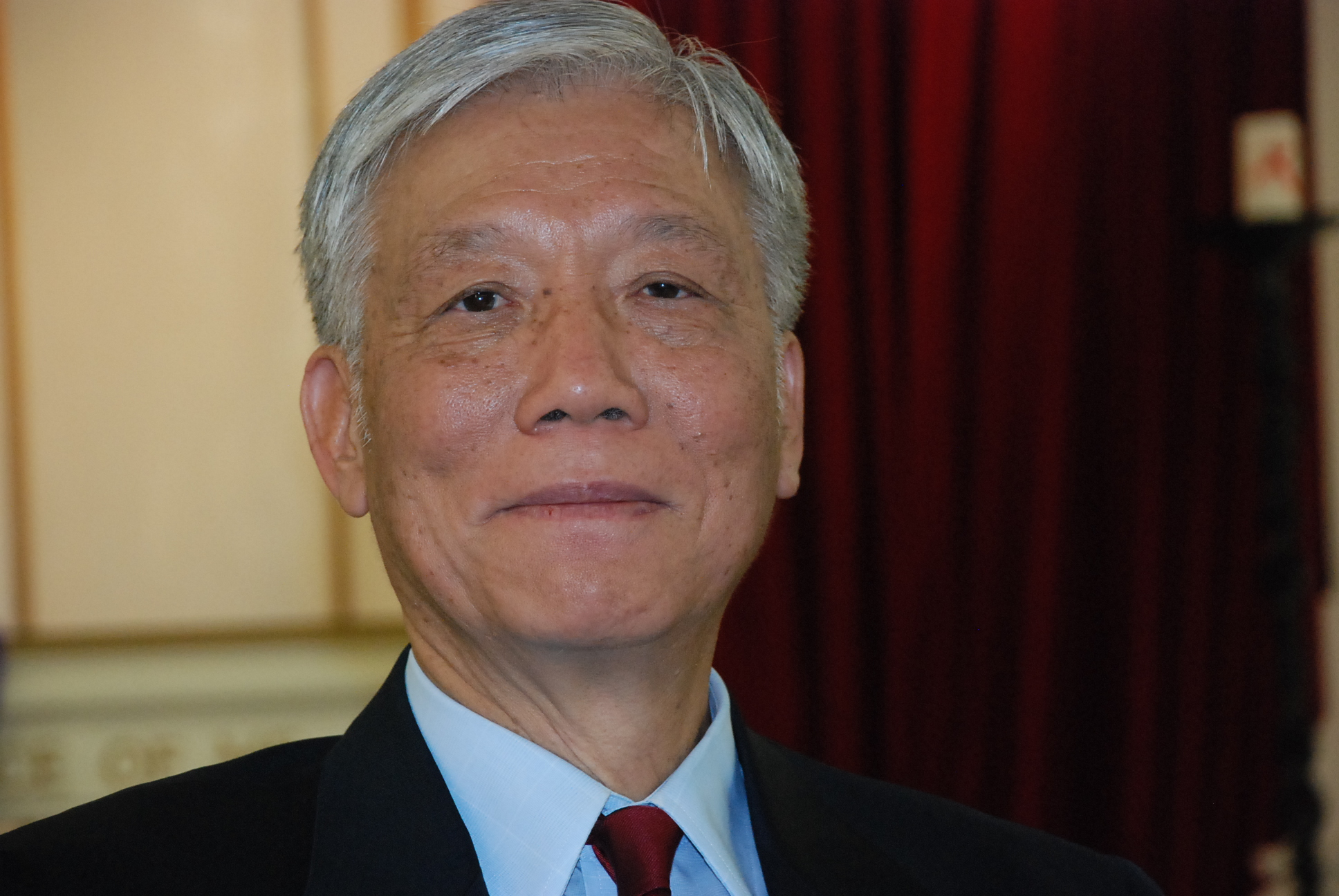
牧師朱耀明曾多次協助安排持不同政見者的政治庇護事宜。

1989年六四事件發生後，朱耀明很快便透過朋友關係成功游說法國政府提供政治庇護給持不同政見者；而當時將香港作為殖民地的英國政府則主要著重保護逃亡的公安機關和軍方成員，並且會將其立即送至英國。美國則一直到1989年10月才開始同意接收，不過其一開始目的則是為了能夠從有軍事背景者手中取得密碼簿。往後有著名民主運動人士前往香港後朱耀明便會同時聯絡香港政府、美國國務院以及關注人權議題的美國參議院議員。其中柴玲在1990年前往香港後原本美國同意給予政治庇護，但是法國政府則主動提前將其接走。大部份民主運動人士準備登上飛機前往第三國前，會先前往律師何俊仁的辦公室宣誓並且核實身份，之後再取得外國簽證。不過雖然黃雀行動自1989年以後仍然持續進行，然而隨著時間過去越來越多西方國家因不願意得罪具有經濟實力的中國而不再提供協助，這使得許多持不同政見者必須滯留在香港生活。
1994年時，民主運動人士王希哲從屯門上岸尋求庇護並且隨即高調約見朋友，這使得當時正針對主權移交進行談判的香港和中國政府陷入尷尬場面。隨後政治顧問辦公室通知黃雀行動成員必須有所處理，對此曾經參與行動的「Tiger」表示當時讓王希哲前往域多利監獄申請擔保書，並且故意讓原先得以1日辦妥的手續花費3天才完成來讓王希哲離開香港前都無法曝光。而在1995年至1996年，入境事務處則抽調一組特別調查科成員處理包括移民滯留等問題。1997年香港回歸的日期逐漸接近使得安排的逃亡計畫開始收斂，部份人士也改由從昆明市經過金三角前往泰國、之後到聯合國難民署尋求政治庇護。
而隨著香港回歸的日期逐漸逼近，許多仍然待在香港的持不同政見者開始擔心往後會受到中國政府迫害，開始要求在1997年之前能夠獲得其他國家之庇護。對此香港市民支援愛國民主運動聯合會發起行動以協助這批流亡者獲得第三國政治庇護，同時14名尋求庇護者也聯合上書給英國首相約翰·梅傑提到：「我們逃離中國大陸是為了尋求可以提供安全和尊嚴的法治社會。」之後港督彭定康答應在回歸前解決滯留香港的民主運動人士去留問題，其中在香港生活已久的韓東方等人於1997年5月獲得香港身份證，而在同年6月底最後一批逃亡人士則被送往荷蘭、挪威等歐洲國家。

## 影響

### 行動反應
在1997年6月香港回歸前夕，包括朱耀明等曾經參與黃雀行動的成員一度先行前往美國觀察情況，在局勢穩定之後才重新返回香港居住。2009年5月27日時，香港正義連線、香港民主中國促進會、南方民主同盟等組織在旺角行人專用區舉行「紀念六四、感謝黃雀行動」公開論壇，並且首次邀請陳達鉦向民眾介紹當時情況。
民运人士徐水良发表文章称邓小平曾亲自批准通过黄雀行动以极少数异议人士作掩护，向西方派遣中共间谍。

### 黃鳥行動
在黃雀行動進行期間，中國國民黨海工會也展開同樣營救民主運動人士的黃鳥計劃，而其主要目標便是將參與相關運動的的400名成員經由臺灣送至海外國家庇護。其中營救團隊組織成旅行團並且透過化名的方式行經中國大陸各地，之後從福建省搭乘漁船偷渡到臺灣。對此當時擔任行政院研究發展考核委員會主任委員暨大陸工作會報執行秘書的馬英九證實曾經捐1萬美元給這項計劃，而包括海峽交流基金會董事長辜振甫等許多名人也曾經捐錢幫助黃鳥計劃。

## 外部連結
- 怒海孤舟——黃雀行動與我 （页面存档备份，存于），蘋果日報2009年5月28日
- 專訪黃雀行動總指揮陳達鉦：凡有條件的中國人都會做，多維新聞網2007年6月1日
- 黄雀行动港商忆当年误中警方圈套 （页面存档备份，存于），美國之音2007年6月7日